# ACBD3
ACBD3 (англ. Acyl-CoA binding domain containing 3) — білок, який кодується однойменним геном, розташованим у людей на короткому плечі 1-ї хромосоми.  Довжина поліпептидного ланцюга білка становить 528 амінокислот, а молекулярна маса — 60 593.
| 10         |  | 20         |  | 30         |  | 40         |  | 50         |
| ---------- |  | ---------- |  | ---------- |  | ---------- |  | ---------- |
| MAAVLNAERL |  | EVSVDGLTLS |  | PDPEERPGAE |  | GAPLLPPPLP |  | PPSPPGSGRG |
| PGASGEQPEP |  | GEAAAGGAAE |  | EARRLEQRWG |  | FGLEELYGLA |  | LRFFKEKDGK |
| AFHPTYEEKL |  | KLVALHKQVL |  | MGPYNPDTCP |  | EVGFFDVLGN |  | DRRREWAALG |
| NMSKEDAMVE |  | FVKLLNRCCH |  | LFSTYVASHK |  | IEKEEQEKKR |  | KEEEERRRRE |
| EEERERLQKE |  | EEKRRREEEE |  | RLRREEEERR |  | RIEEERLRLE |  | QQKQQIMAAL |
| NSQTAVQFQQ |  | YAAQQYPGNY |  | EQQQILIRQL |  | QEQHYQQYMQ |  | QLYQVQLAQQ |
| QAALQKQQEV |  | VVAGSSLPTS |  | SKVNATVPSN |  | MMSVNGQAKT |  | HTDSSEKELE |
| PEAAEEALEN |  | GPKESLPVIA |  | APSMWTRPQI |  | KDFKEKIQQD |  | ADSVITVGRG |
| EVVTVRVPTH |  | EEGSYLFWEF |  | ATDNYDIGFG |  | VYFEWTDSPN |  | TAVSVHVSES |
| SDDDEEEEEN |  | IGCEEKAKKN |  | ANKPLLDEIV |  | PVYRRDCHEE |  | VYAGSHQYPG |
| RGVYLLKFDN |  | SYSLWRSKSV |  | YYRVYYTR   |  |            |  |            |

A: Аланін

C: Цистеїн

D: Аспарагінова кислота

E: Глутамінова кислота

F: Фенілаланін

G: Гліцин

H: Гістидин

I: Ізолейцин

K: Лізин

L: Лейцин

M: Метіонін

N: Аспарагін

P: Пролін

Q: Глутамін

R: Аргінін

S: Серин

T: Треонін

V: Валін

W: Триптофан

Кодований геном білок за функцією належить до фосфопротеїнів. 
Задіяний у таких біологічних процесах як метаболізм ліпідів, біосинтез ліпідів, біосинтез стероїдів, поліморфізм, ацетиляція. 
Локалізований у мембрані, мітохондрії, апараті гольджі.